# بازنویسی (ریاضی)
در ریاضیات، علوم کامپیوتر و منطق، بازنویسی طیف گسترده‌ای از روشهای (بالقوه غیر قطعی) را برای جایگزینی زیرشاخه‌های یک فرمول با عبارات دیگر در بر می‌گیرد. موضوعات مورد توجه این مقاله شامل سیستم‌های بازنویسی (موتورهای بازنویسی یا سیستم‌های کاهش) هستند. در ابتدایی‌ترین شکل، آن‌ها از مجموعه ای از اشیا و روابطی در مورد نحوه تبدیل آن اشیا تشکیل شده‌اند.
بازنویسی می‌تواند غیر قطعی باشد. یک قانون برای بازنویسی یک اصطلاح، می‌تواند به روش‌های مختلفی برای آن اصطلاح اعمال شود، یا بیش از یک قانون قابل اجرا است. پس سیستم‌های بازنویسی الگوریتمی برای تغییر اصطلاح به اصطلاح دیگر ارائه نمی‌دهند، بلکه مجموعه ای از کاربردهای قانونی را ارائه می‌کنند که ممکن باشند. هرچند زمانی که سیستم‌های باز نویسی با یک الگوریتم مناسب ترکیب می‌شود، درواقع می‌توان آن‌ها را به عنوان برنامه‌های رایانه ای محسوب کرد. تعداد بسیاری از قضیه اثبات کننده‌ها و زبان‌های برنامه‌نویسی اعلانی بر اساس بازنویسی اصطلاح هستند.

## مثال‌ها

### منطق
در منطق، فرایند به‌دست آوردن فرم نرمال پیوندی (CNF) یک فرمول می‌تواند به صورت یک سیستم بازنویسی پیاده‌سازی شود. قوانین نمونه ای از چنین سیستمی عبارتند از:
{\displaystyle \neg \neg A\to A} (نقیض مضاعف)
{\displaystyle \neg (A\land B)\to \neg A\lor \neg B} (قوانین دی مورگان)
{\displaystyle \neg (A\lor B)\to \neg A\land \neg B}
{\displaystyle (A\land B)\lor C\to (A\lor C)\land (B\lor C)} (توزیع پذیری)
{\displaystyle A\lor (B\land C)\to (A\lor B)\land (A\lor C),}
که در آن‌ها نماد ({\displaystyle \to }) نشان می‌دهد که عبارتی که با سمت چپ قانون مطابقت دارد می‌تواند با عبارتی که در سمت راست تشکیل شده‌است بازنویسی شود و نمادها هر یک بیان فرعی(به انگلیسی: Subexpression) را نشان می‌دهند. در چنین سیستمی، هر قانون به گونه ای انتخاب می‌شود که سمت چپ معادل سمت راست باشد، و در نتیجه هنگامی که سمت چپ با یک بیان فرعی مطابقت دارد، انجام بازنویسی آن بیان از چپ به راست، قوام منطقی و مقدار کل عبارت را حفظ می‌کند.

### محاسبات
برای محاسبه عملیات حساب روی اعداد طبیعی می‌توان از سیستم‌های بازنویسی استفاده کرد. برای این منظور، هر عددی باید به عنوان یک اصطلاح تعریف شود. ساده‌ترین رمزگذاری همان است که در بدیهیات Peano، بر اساس ثابت ۰ (صفر) و تابع جانشین S استفاده می‌شود.
به عنوان مثال:
{\displaystyle 0\to 0}
{\displaystyle 1\to S(0)}
{\displaystyle 2\to S(S(0))}
{\displaystyle 3\to S(S(S(0)))}
سپس برای محاسبه مجموع و حاصل از اعداد طبیعی داده شده می‌توان از سیستم بازنویسی اصطلاح زیر استفاده کرد.
{\displaystyle {\begin{aligned}A+0&\to A&{\textrm {(1)}},\\A+S(B)&\to S(A+B)&{\textrm {(2)}},\\A\cdot 0&\to 0&{\textrm {(3)}},\\A\cdot S(B)&\to A+(A\cdot B)&{\textrm {(4)}}.\end{aligned}}}
به عنوان مثال، محاسبه ۲ + ۲ در نتیجه ۴ می‌تواند با بازنویسی اصطلاح به شرح زیر کپی شود:
{\displaystyle \;\;{\stackrel {(2)}{\to }}\;\;} {\displaystyle S(S(0))+S(S(0))}
{\displaystyle \;\;{\stackrel {(2)}{\to }}\;\;} {\displaystyle S(\;S(S(0))+S(0)\;)}
{\displaystyle S(S(S(S(0)))),}{\displaystyle \;\;{\stackrel {(1)}{\to }}\;\;}{\displaystyle S(S(\;S(S(0))+0\;))}
که در آن اعداد قانون در بالای پیکان بازنویسی آورده شده‌است.
به عنوان مثال دیگر، محاسبه ۲⋅۲ به شکل زیر است:
{\displaystyle \;\;{\stackrel {(4)}{\to }}\;\;} {\displaystyle S(S(0))\cdot S(S(0))}
{\displaystyle \;\;{\stackrel {(4)}{\to }}\;\;}{\displaystyle S(S(0))+S(S(0))\cdot S(0)}
{\displaystyle \;\;{\stackrel {(3)}{\to }}\;\;} {\displaystyle S(S(0))+S(S(0))+S(S(0)\cdot 0)}
{\displaystyle \;\;{\stackrel {(1)}{\to }}\;\;}{\displaystyle S(S(0))+S(S(0))+0)}
{\displaystyle S(S(S(S(0)))),} {\displaystyle \;\;{\stackrel {\textrm {s.a.}}{\to }}\;\;} {\displaystyle S(S(0))+S(S(0))}
به طوری که آخرین مرحله شامل محاسبه مثال قبلی است.

### زبانشناسی
در زبانشناسی، قوانین بازنویسی، که به آنها قوانین ساختار عبارات نیز گفته می‌شود، در بعضی از سیستم‌های دستور زبان مولد، به عنوان ابزاری برای تولید جملات صحیح دستوری یک زبان استفاده می‌شود. چنین قانونی معمولاً به شکل A → X، که در آن A برچسب دسته نحوی است، مانند عبارت اسمی یا جمله، و X دنباله ای از برچسب یا تکواژ هاییست به طوری که A را می‌توان با X در تولید جایگزین ساختار سازنده یک جمله جایگزین کرد. به عنوان مثال، قانون S → NP VP به این معنی است که یک جمله(به انگلیسی: Sentence) می‌تواند از یک عبارت اسمی(به انگلیسی: noun phrase) و به دنبال آن یک عبارت فعلی (به انگلیسی: verb phrase) تشکیل شود. قوانین بعدی مشخص خواهد کرد که یک عبارت اسمی و یک عبارت فعلی می‌تواند از چه زیر ترکیبات تشکیل شده باشد و به همین شکل تا آخر.

## ردیابی سیستم‌های بازنویسی
نظریه ردیابی ابزاری را برای بحث در مورد پردازش چندگانه (به انگلیسی: Multiprocessing) به صورت رسمی‌تر ارائه می‌کند. ابزارهایی همچون مونوئید ردیابی و مونوئید تاریخ. بازنویسی را می‌توان در سیستم‌های ردیابی نیز انجام داد.

## فلسفه
سیستم‌های بازنویسی را می‌توان به عنوان برنامه‌هایی تلقی کرد که از لیستی از روابط علت و معلولی، نتایج نهایی را استنباط می‌کنند. به این ترتیب می‌توان سیستم‌های بازنویسی را به عنوان اثبات کننده‌های خودکار علیت در نظر گرفت.